# Gustav Baur
Gustav Adolf Ludwig Baur, född den 14 juni 1816 i Hammelbach, Storhertigdömet Hessen, död den 22 maj 1889 i Leipzig, var en tysk evangelisk predikant, bror till Wilhelm Baur och till Franz Adolf Gregor von Baur. 
Baur, som från 1870 var professor och förste universitetspredikant i Leipzig, utgav utöver predikningar bland annat Grundzüge der homiletik (1848; "Grunddragen till homiletiken", 1878) och Die christliche erziehung in ihrem verhältnisse zum judentum und zur antiken welt (I, II, 1892).